# Triops longicaudatus
Triops longicaudatus ist ein vor allem aus Amerika bekannter Vertreter der Rückenschaler (Notostraca), einer artenarmen Reliktgruppe der Kiemenfußkrebse mit besonderer Spezialisierung auf nur zeitweilig wasserführende (ephemere) Gewässer. Die Art galt seit der Revision der Rückenschaler durch Alan Longhurst im Jahr 1955 als der einzige amerikanische Vertreter dieser Gruppe, bis 1997 Clay Sassaman und Kollegen herausfanden, dass sich unter dem Artnamen wohl zwei Kryptospezies verbergen. Die zweite, aus Triops longicaudatus ausgegliederte Art wurde (nach einer älteren Beschreibung) Triops newberryi genannt. In älteren Bearbeitungen unter dem Artnamen Triops longicaudatus ist daher unklar, welche dieser Arten tatsächlich vorgelegen hat.
Neben Triops cancriformis gehört diese Art zu den am besten erforschten Vertretern der Gattung Triops. Bemerkenswert sind ihre vielfältigen Anpassungen an einen besonders dynamischen Lebensraum – ephemere Kleingewässer wie Pfützen und Wiesentümpel, die sich im Frühling bilden und in den heißen Monaten vollständig austrocknen. Die Tiere sind, neben den ebenso genannten Salzkrebschen der Gattung Artemia, unter der umgangssprachlichen Bezeichnung „Urzeitkrebse“ populär geworden und werden in Form ihrer Eier und Aufzuchtsets häufig im Handel angeboten. Diese Eier stammen überwiegend von der hier behandelten Art, die dafür in großer Zahl gezüchtet wird.

## Morphologie

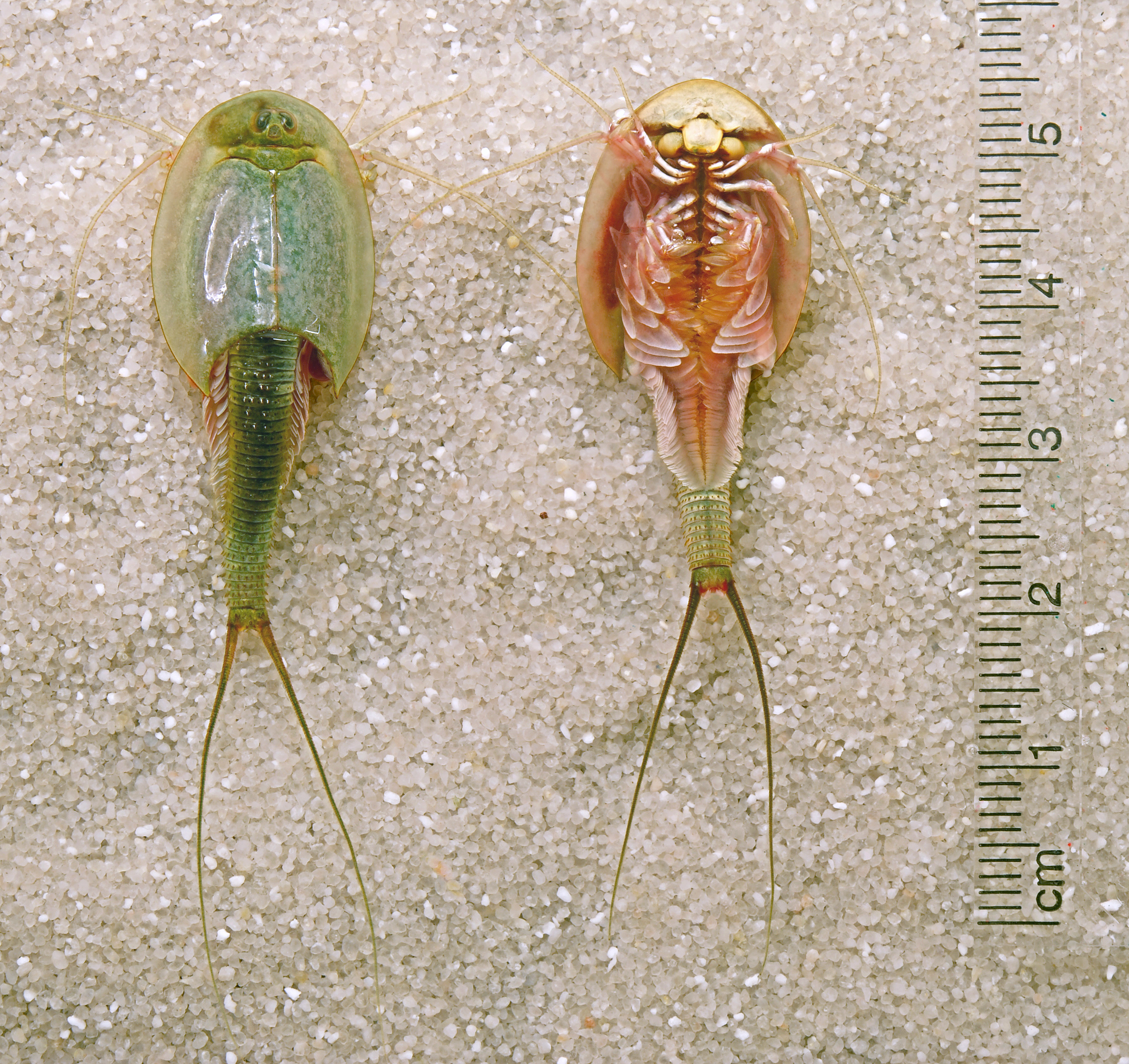
Rückenseitige und bauchseitige Ansicht eines ausgewachsenen Triops longicaudatus.

Triops besitzt drei Augen, die im Dreieck auf der Kopfoberseite angeordnet sind und für die Gattung namensgebend wurden („der Dreiäugige“). Zu den zwei ungestielten Komplexaugen mit jeweils etwa 250 Ommatidien tritt das mittig angeordnete unpaarige Naupliusauge hinzu, ein nicht-zusammengesetztes oder -fazettiertes Einfachauge (Ocellus).
Wie bei allen Krebsen werden auch bei Triops longicaudatus die hintereinander liegenden Segmente, aus denen der durchschnittlich etwa ein bis vier Zentimeter lange Körper besteht, zu funktionalen Einheiten, den Tagmata, zusammengefasst. Auf der Oberseite im Bereich der Tagmata Kopf (Cephalon) und Brust (Pereion oder Thorax) wird der Rumpf ab dem Segment der 2. Maxille (die bei dieser Art nicht ausgebildet ist) von einem flachen, schildförmigen Carapax (Rückenpanzer) geschützt. Das abschließende Tagma ist der schlauchförmige Hinterleib (Abdomen) mit der Furca, einem aus zwei Ästen (Rami) gebildeten gegabelten Anhang am letzten Abdominalsegment (Telson). Auf die Furca, auf die ein Großteil der Gesamtlänge entfällt, bezieht sich auch das Art-Epitheton „longicaudatus“ (langschwänzig). 

An der Körperunterseite befinden sich am Kopf die Mundwerkzeuge und an jedem der 35 bis 44 Segmente des Pereions je ein Paar blattförmiger Beine (Blattbeine), zwischen denen eine tiefe zentrale Nahrungsrinne verläuft. Diese gelenklosen Brustbeine (Pereiopoden) erfüllen verschiedene Aufgaben: Neben dem Schwimmen, Laufen und Graben dienen sie gleichzeitig auch der Filterung von Nahrungspartikeln und der Atmung. Da sie einen Teil ihrer Festigkeit dem Turgor (Hämolymphdruck) verdanken, werden sie auch als Turgorextremitäten bezeichnet. An der Basis des Hinterleibs befinden sich 35 bis 70 dünne, haarartige Anhänge, die die Blattbeine bei der Fortbewegung und beim Nahrungstransport unterstützen. Die zwei Fühlerpaare sind relativ klein und unter dem Schild verborgen, stattdessen bildet das erste Beinpaar lange Fortsätze aus, die geschmacks- und tastempfindlich sind, hauptsächlich aber der Fortbewegung dienen.

## Nomenklatur und Systematik

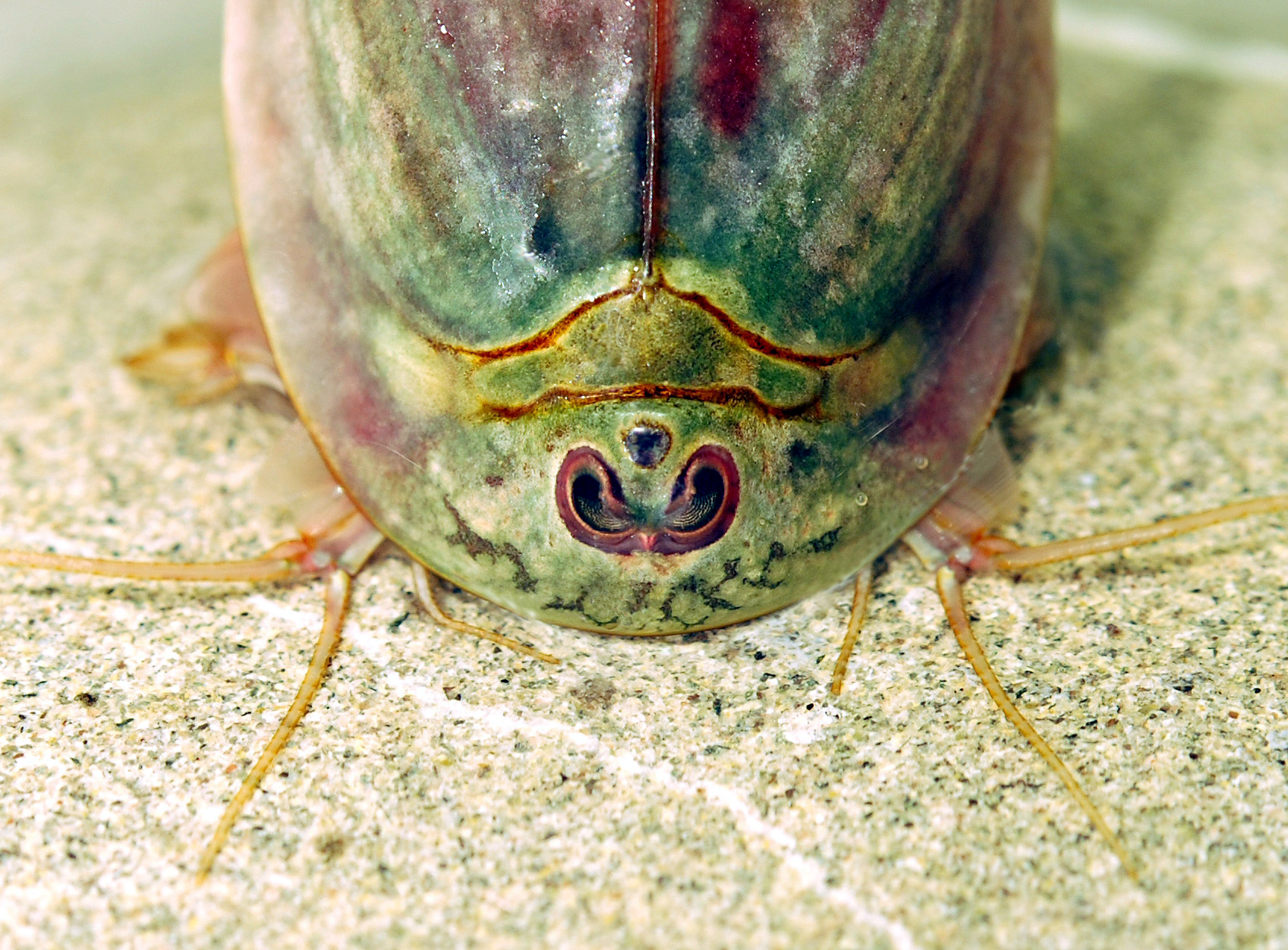
Vordere Hälfte des Carapax mit Komplexaugen. Etwas oberhalb befindet sich das unpaare Naupliusauge

Die Art wurde 1848 von John Lawrence Le Conte als Apus longicaudatus erstmals wissenschaftlich beschrieben. Der Name der Gattung wurde jedoch 1909 von Ludwig Keilhack als jüngeres Homonym der Vogelgattung Apus Scopoli, 1777 und somit als ungültig erkannt. Der zuvor als Synonym aufgefasste Gattungsname Triops Schrank, 1803 wurde zum Ersatznamen.
In der zoologischen Systematik werden die Gattungen Triops und Lepidurus den Triopsidae zugeordnet, der einzigen Familie innerhalb der Ordnung der Notostraca.

## Geographische Verbreitung
Das tiergeographische Verbreitungsgebiet dieses Rückenschalers erstreckt sich vom südwestlichen Kanada, etwa vom 50. nördlichen Breitengrad, in südlicher Richtung über Teile Mittel- und Südamerikas. Der Krebs tritt aber auch in anderen Teilen der Welt auf, so in Japan, den Galápagos-Inseln und den Westindischen Inseln. In den USA ist er vor allem in Wüsten- und Steppengebieten anzutreffen und kommt, bis auf Alaska, in allen Bundesstaaten inklusive Hawaii vor.

## Ökologie

### Charakteristika des Habitats
Das typische Habitat sind die warmen, mit schlammigen basischem Wasser gefüllten flachen Kleingewässer – Teiche, Überschwemmungstümpel und Pfützen – wie sie sich in Geländevertiefungen unterschiedlicher Art und Größe (Senken und Gräben, auch in Reifenspuren) bilden können. Exemplarisch dafür sind die „vernal pools“ in der Sierra Nevada. Sie entstehen im Frühling nach starken jahreszeitlichen Regenfällen oder der Schneeschmelze, insbesondere, wenn dabei Flüsse über die Ufer treten („flash floods“). Bei geeigneter Bodenbeschaffenheit versickert dann das Wasser nicht, sondern bleibt für einige wenige Monate, oft auch nur Wochen, stehen. Alle diese Gewässer sind Austrocknungsgewässer, die nur zeitweilig Wasser führen. Das zwingt Triops longicaudatus dazu, mit größter Rasanz heranzuwachsen und sich fortzupflanzen, bevor alles Wasser verschwunden ist.

### Abiotische Faktoren
Triops longicaudatus lebt in kleinen und kleinsten Wasserkörpern, in denen sich Chemismus, Temperatur und Sauerstoffgehalt im Tagesverlauf innerhalb weniger Stunden erheblich ändern können, daher zeigt der Krebs eine hohe Toleranz gegenüber solchen Schwankungen (Euryökie). Nur in den ersten Lebenstagen sind die Nauplien relativ empfindlich und es kann zu Verlusten kommen.

#### pH-Wert
Der Krebs kann innerhalb eines pH-Bereiches von 6,0 bis 10,0 existieren, optimal ist ein Wert zwischen pH 7,0 und 9,0. Eine Fluktuation um bis zu zwei pH-Werte, wie er innerhalb eines Tag-/Nachtrhythmus auftreten kann, wird problemlos vertragen.

#### Sauerstoffgehalt
Triops longicaudatus stellt nur sehr geringe Ansprüche an den Sauerstoffgehalt und begnügt sich mit einem Minimum von etwa einem Milligramm gelöstem Sauerstoff pro Liter (mg/l). Doch da auch unter den stagnierenden Bedingungen in einem von der Sonne aufgeheizten Wüstentümpel der Sauerstoffgehalt nicht unter 2 mg/l fällt, kommt es nur selten zu Sauerstoffknappheit.
In einem solchen Fall schwimmt der Krebs auf dem Rücken an der Wasseroberfläche entlang (dieses Verhalten zeigt er mitunter aber auch bei der Nahrungssuche), wo das Wasser sauerstoffreicher ist.

#### Temperatur
Es wird ein weiter Temperaturbereich zwischen 15 und 34 °C toleriert (Nauplien (Larven) bis maximal 32 °C). Temperaturschwankungen, wie sie im Wechsel zwischen Tag und Nacht auftreten, sind unproblematisch. Untersuchungen zeigen, dass sie im Gegenteil Stoffwechselaktivität und Wachstumsgeschwindigkeit stimulieren.

## Physiologie

### Ernährung
Triops longicaudatus hält sich bevorzugt am Gewässergrund auf und bewegt sich dort mit der Bauchseite nach unten fort. Dort gräbt und wühlt er beständig mit den Beinen und zusätzlich der verstärkten Vorderkante seines Rückenschildes nach Nahrung. Der Krebs ist ein nahezu unersättlicher Allesfresser, der täglich bis 40 % seines Eigengewichts an Nahrung aufnehmen kann. Neben jeder tierischen Beute, die er überwältigen kann, wie Mückenlarven und Würmer bis hin zu Kaulquappen, nimmt er auch pflanzliche Kost und Aas zu sich und macht auch vor frisch gehäuteten, oder sich momentan häutenden Artgenossen nicht halt. Es kommt aber nur bei einer zu hohen Individuendichte zu Kannibalismus, ein Verhalten, das der natürlichen Bestandsregulierung dient. Der Krebs kann auch mit Hilfe seiner beborsteten Blattbeine im Wasser schwebende Nahrungspartikel (planktonische Kleinstlebewesen und organischen Detritus) aus dem Wasser filtern. Durch rhythmisches Schlagen der Blattbeine wird anschließend die Nahrung durch den so erzeugten Unterdruck in der Bauchrinne von hinten nach vorne zu den Mundwerkzeugen transportiert.

### Entwicklung

#### Fortpflanzung
Die Fortpflanzungsstrategie von Triops longicaudatus ist außerordentlich variabel, unterliegt dabei aber einer lokalen Differenzierung. So kommen eingeschlechtliche Verhältnisse mit Parthenogenese (Jungfernzeugung) recht häufig vor, das heißt die Population besteht ausschließlich aus Weibchen, die ohne Zutun von Männchen kontinuierlich unbefruchtete, so genannte Dauereier oder Zysten hervorbringen. Im Unterschied zum Ei ist die Embryonalentwicklung bei der Cyste bereits vor der Ablage abgeschlossen. In anderen Populationen sind die Tiere Hermaphroditen (Zwitter), die sich durch Selbstbefruchtung mit ihrer Zwitterdrüse vermehren. Es existieren aber auch zweigeschlechtliche Populationen, in denen eine sexuelle Fortpflanzung stattfindet. Dabei tritt ein kontinuierliches Spektrum im Geschlechterverhältnis auf: von Populationen mit einem Männchenüberschuss bis hin zu solchen, bei denen nur ein Prozent aller Individuen Männchen sind.

#### Cyste

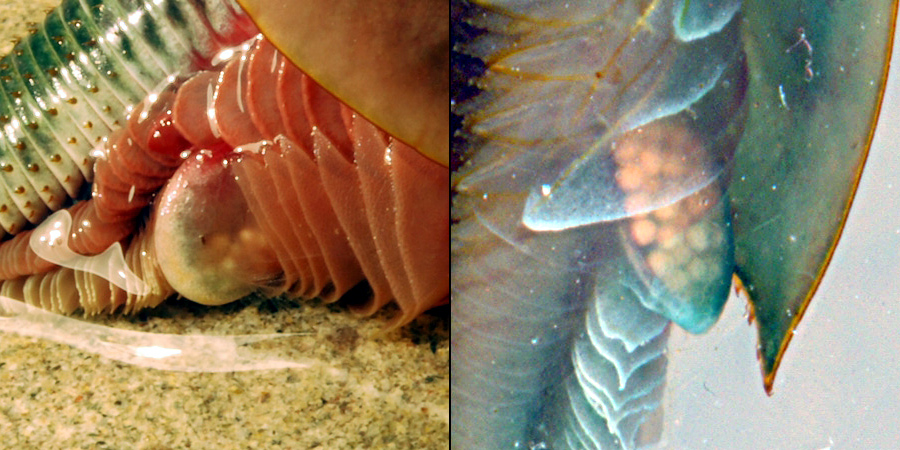
Cystensack

Die Cysten sind außergewöhnlich widerstandsfähig und können im eingetrockneten Schlamm viele Jahre, mitunter auch Jahrzehnte (es gibt Anzeichen dafür, dass es auch Jahrhunderte sein könnten) auf günstige Schlupfbedingungen warten. In den Dauereiern befinden sich die Embryonen im Gastrulastadium in einer Stase, einem „scheintoten“ Zustand ohne jede Stoffwechselaktivität, die als (Ei-)Diapause bezeichnet wird. Wenn sich dann das Habitat wieder mit Wasser füllt, beginnt der Zyklus von neuem. Jedoch schlüpfen niemals alle Nauplien aus, viele verharren weiterhin in der Diapause. Dies stellt eine Anpassung an die unsicheren Lebensbedingungen dar, da andernfalls eine zu rasche Austrocknung den Bestand der gesamten Population gefährden würde. Einige Dauereier bilden auf diese Weise eine „Reserve“ und kommen erst in einer der nachfolgenden Überflutungen zum Schlupf.

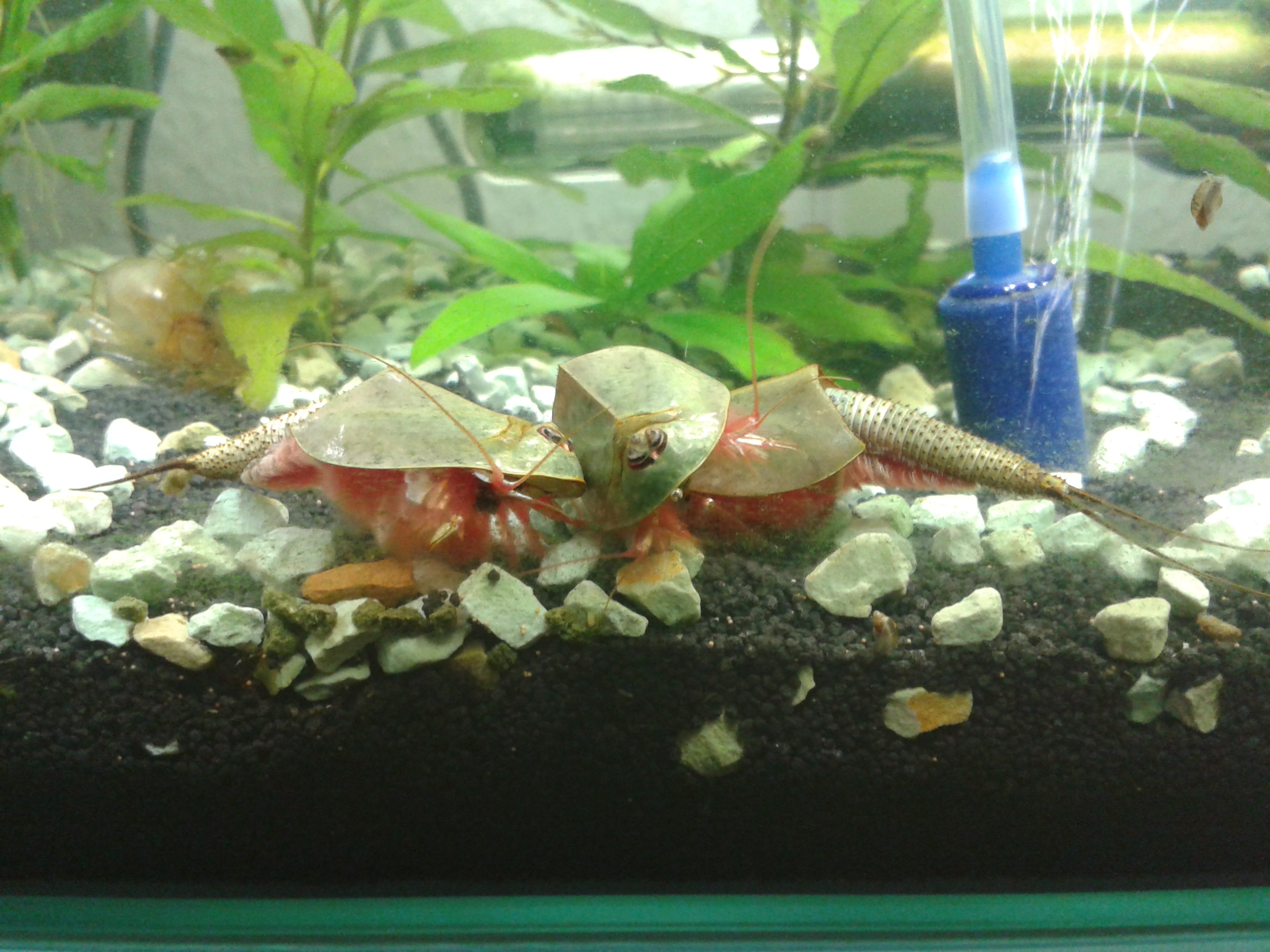
Dauereier im Bodengrund

Da die Eier klein und robust sind, kommt der Wind als mögliches Medium für eine Verteilung der Zysten und somit für die Besiedlung auch vollkommen isolierter Gewässer in Betracht. Auch Vögel und andere Tiere können zur Verbreitung beitragen, indem sie die Cysten am oder sogar im Körper zum nächsten Gewässer transportieren, da der Verdauungstrakt unversehrt durchlaufen wird. Wie erwähnt, kann sich Triops longicaudatus parthenogenetisch vermehren, daher kann unter günstigen Umständen bereits ein einziges Ei genügen, um ein neues Habitat vollständig zu besiedeln.
Die Beschaffenheit der Cysten kann als maßgebliche Ursache für den bemerkenswerten evolutionären Erfolg der Gattung Triops (und anderer Branchiopoden) angesehen werden. Diese Entwicklung lässt sie nicht nur die lange Trockenphase ihres Gewässers überstehen, sondern auch solche katastrophalen Ereignisse der Erdgeschichte, welche beispielsweise zum Aussterben der Dinosaurier führten.

#### Nauplius
Bereits ein bis zwei Tage, je nach Temperatur, nachdem sie von Wasser bedeckt wurden, schlüpfen aus den im Schlamm ruhenden Dauereiern die etwa 0,2 mm großen Nauplien. Nach Ablauf dieser Zeit schlüpfen nur noch wenige Larven, denn sie wären nur noch Beute für ihre früher geschlüpften, größeren Artgenossen.
Das Schlüpfen ist an bestimmte auslösende Bedingungen geknüpft:
- Das Wasser hat einen pH-Wert um 7,0 (neutral) und ist arm an gelösten Mineralsalzen
- Die Eier liegen in einem Boden, der vollständig getrocknet ist.
- Die Temperaturen betragen mindestens 14 °C
- Die Eier sind dem Licht ausgesetzt

Ein neutraler pH-Wert und ein geringer Gehalt an gelösten Mineralien sind charakteristisch für Regenwasser. Wenn sich eine zuvor wasserlose Bodenvertiefung mit Regenwasser füllt, sind dort diese zum Schlüpfen notwendigen Bedingungen gegeben. Dieses Ereignis bringt die Cysten zum Schlupf und wirkt am stärksten, wenn der Boden zuvor vollständig ausgetrocknet war, andernfalls erscheinen deutlich weniger Nauplien. Ein abweichender Chemismus wird durch die im Wasser gelösten Stoffe verursacht, die sich bereits längere Zeit durch Lösung und Verdunstung allmählich konzentrieren konnten, wie es bei älteren, austrocknenden Gewässern der Fall ist. Der hohe osmotische Druck im Inneren der Cyste ist somit das entscheidende Signal für die Nauplien auszuschlüpfen, denn er ist ein Anzeiger für ein neu gebildetes Gewässer. Temperaturen unter 14 °C bedeuten ungünstige Bedingungen, daher schlüpfen die Larven nicht. Frost hingegen fügt den Cysten keinen Schaden zu, sondern führt im Gegenteil zu einer deutlichen Erhöhung der Schlupfrate. Auch bei sonst günstigen Bedingungen bleiben die Cysten in der Diapause, wenn sie kein Licht erhalten. Das soll verhindern, dass Eier aktiviert werden, die tief im Bodengrund gefangen sind, die Nauplien würden absterben. Dies wird durch die von Poren durchsetzte Oberfläche der Eier verhindert. Nach der Eiablage sind die Poren mit Flüssigkeit gefüllt, so dass die Cysten keinen Auftrieb haben. Nach der vollständigen Austrocknung enthalten die Poren Luft, daher treiben die 0,25 mm großen Eier durch kleinste Öffnungen im Boden ins freie Wasser auf und erhalten so den notwendigen Lichtreiz.

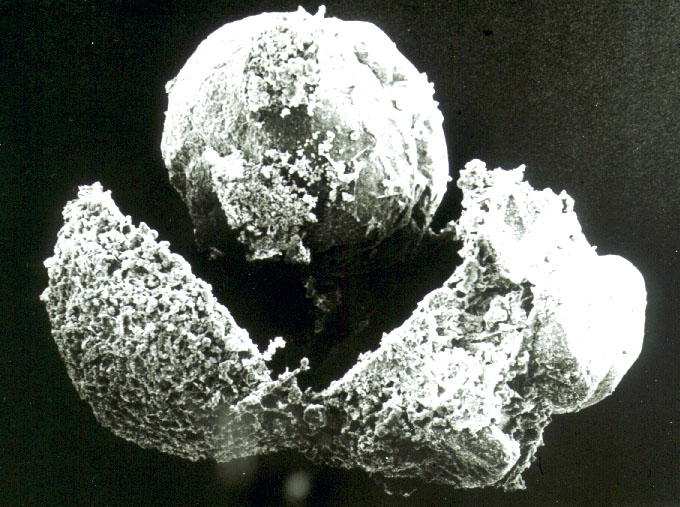
Triops longicaudatus als Metanauplius
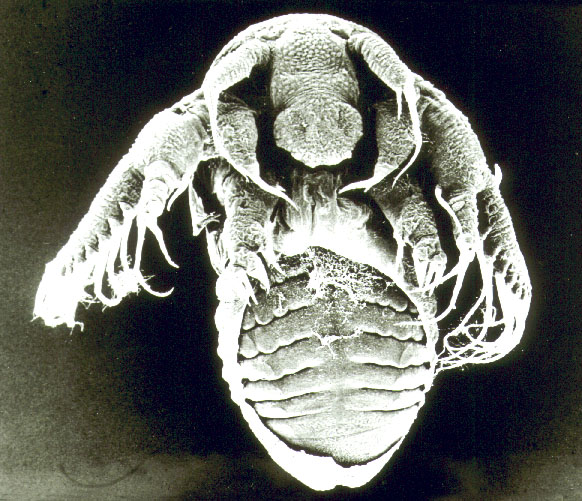
Drei Stunden nach dem Schlüpfen
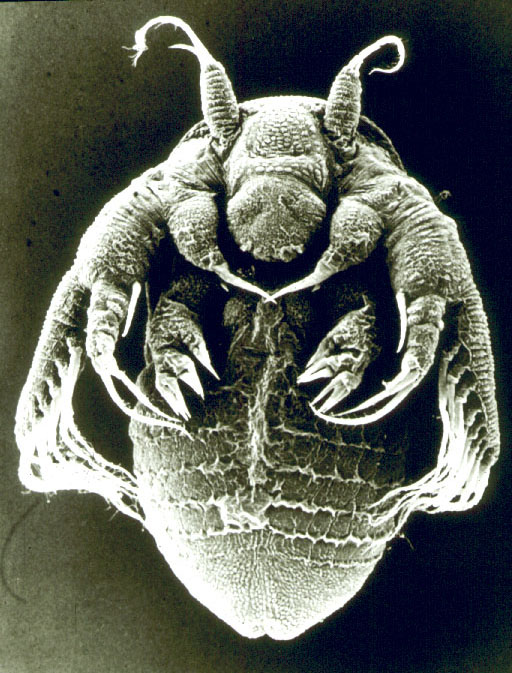
Triops-Larve sieben Stunden nach dem Schlüpfen
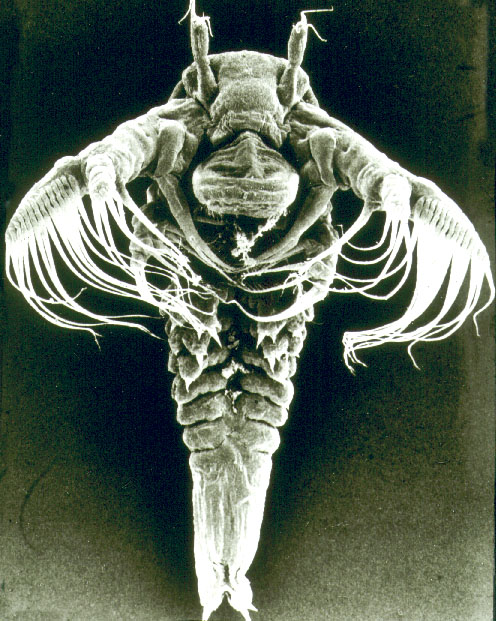
Nach zirka 15 Stunden wächst der Nauplius in die charakteristische Form
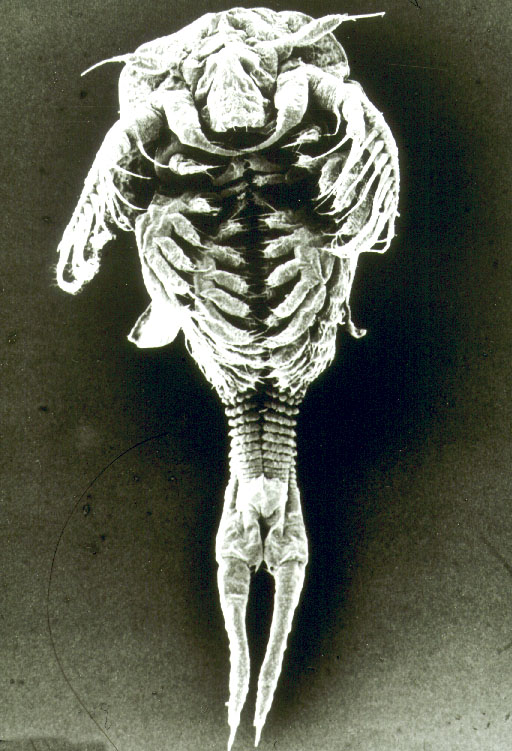
Nach 24 Stunden sind alle Details wie beim erwachsenen Tier ausgebildet

#### Wachstum
Nach dem Schlüpfen sind die Nauplien noch weißlich und durchscheinend, mit fortschreitendem Wachstum färben sich die Krebse dann dunkel. Parallel dazu geht die Nauplie von der freischwimmenden zur bodenorientierten (benthischen) Lebensweise des erwachsenen Krebses über. In den frühen Larvalstadien verdoppelt sich die Körperlänge mit jedem Tag, entsprechend schnell ist die endgültige Größe erreicht. Aufgrund des rasanten Körperwachstums sind in kurzen Abständen Häutungen nötig, da das cuticuläre Außenskelett (Exoskelett) unflexibel und nicht wachstumsfähig ist.

#### Geschlechtsreife
Triops longicaudatus ist bereits nach etwa sieben bis vierzehn Tagen geschlechtsreif und beginnt mit der Eiablage. Die Dauereier werden in uhrglasförmigen Brutsäcken am 11. Beinpaar getragen und in Schüben in den Bodengrund eingegraben. Zu diesem Zeitpunkt ist die Embryonalentwicklung bereits weitgehend abgeschlossen, daher können die Nauplien später fast ohne Zeitverlust schlüpfen. Während der geschlechtsreifen Phase können, je nach Körpergröße und Ernährungszustand, mehrere hundert winziger hell- bis dunkelroter Dauereier abgelegt werden. Es kommt vor, dass vereinzelt Nauplien spontan, ohne vorangegangene Trockenphase, aus den Eiern schlüpfen. Der Lebenszyklus ist im Allgemeinen bereits nach etwa 6 bis 12 Wochen abgeschlossen, abhängig von Umweltfaktoren wie Temperatur und Nahrungsangebot. Diese Kurzlebigkeit entspricht der begrenzten Bestandsdauer des Habitats.

## Wirtschaftliche Bedeutung
In den Wasserreisanbaugebieten der USA und Japans kann Triops longicaudatus („riceland tadpole shrimp“) bei starker Vermehrung zum Schädling  werden, da er Fraßschäden an der Reispflanze verursacht. Zudem führt sein ausdauerndes Wühlen im Schlamm sowohl dazu, dass die jungen Reispflanzen entwurzelt werden, als auch zu einer starken Wassertrübung, so dass der Mangel an Licht die Photosynthese und somit das Wachstum der Pflanze beeinträchtigt. Als Maßnahme zur biologischen Schädlingsbekämpfung wird das kurzzeitige Bewässern der Reisfelder empfohlen. Nachdem die Nauplien geschlüpft sind, wird das Feld wieder entwässert und die Krebse vertrocknen. Der Effekt verstärkt sich entsprechend bei mehrfacher Wiederholung.
Aber auch seine Eigenschaften als Nützling werden verwendet, so im japanischen Reisanbau bei der biologischen Unkrautvernichtung, wenn auf den Feldern der Anbau ruhen muss. Auch seine Eignung bei der Bekämpfung von Stechmückenlarven wurde nachgewiesen. Zudem scheint der Krebs, Untersuchungen zufolge, aufgrund seiner außergewöhnlich hohen Wachstums- und Vermehrungsrate für die Zucht in der Aquakultur sehr geeignet.

## Gefährdung durch den Menschen
Triops longicaudatus gilt im Gegensatz zu einigen anderen Notostracen in Nordamerika als ungefährdet; die Art wird, wie oben erwähnt, sogar als landwirtschaftlicher Schädling in Reisfeldern eingeschätzt, der derzeit zudem offensichtlich sein Verbreitungsgebiet nach Osten hin ausdehnt. Im Gegensatz dazu gilt die Art in Korea als gefährdet.

## Trivia
Im Comic-Magazin Yps Nr. 1265 waren, statt wie in früheren Ausgaben „Urzeitkrebse“ der Art Artemia salina, „XXL-Urzeitkrebse“ der Art Triops longicaudatus  als Gimmick beigelegt.

## Einzelnachweise

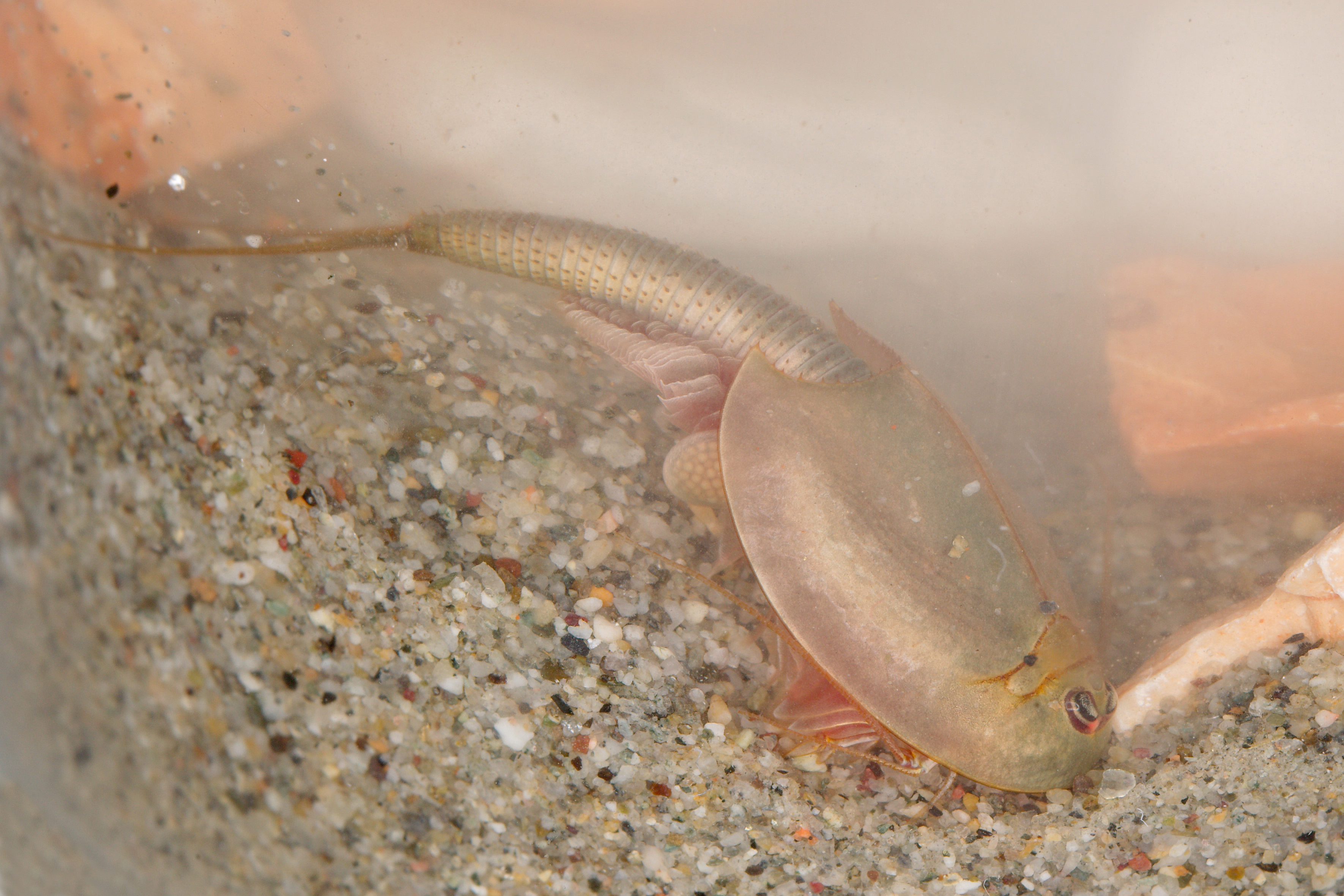
Triops longicaudatus

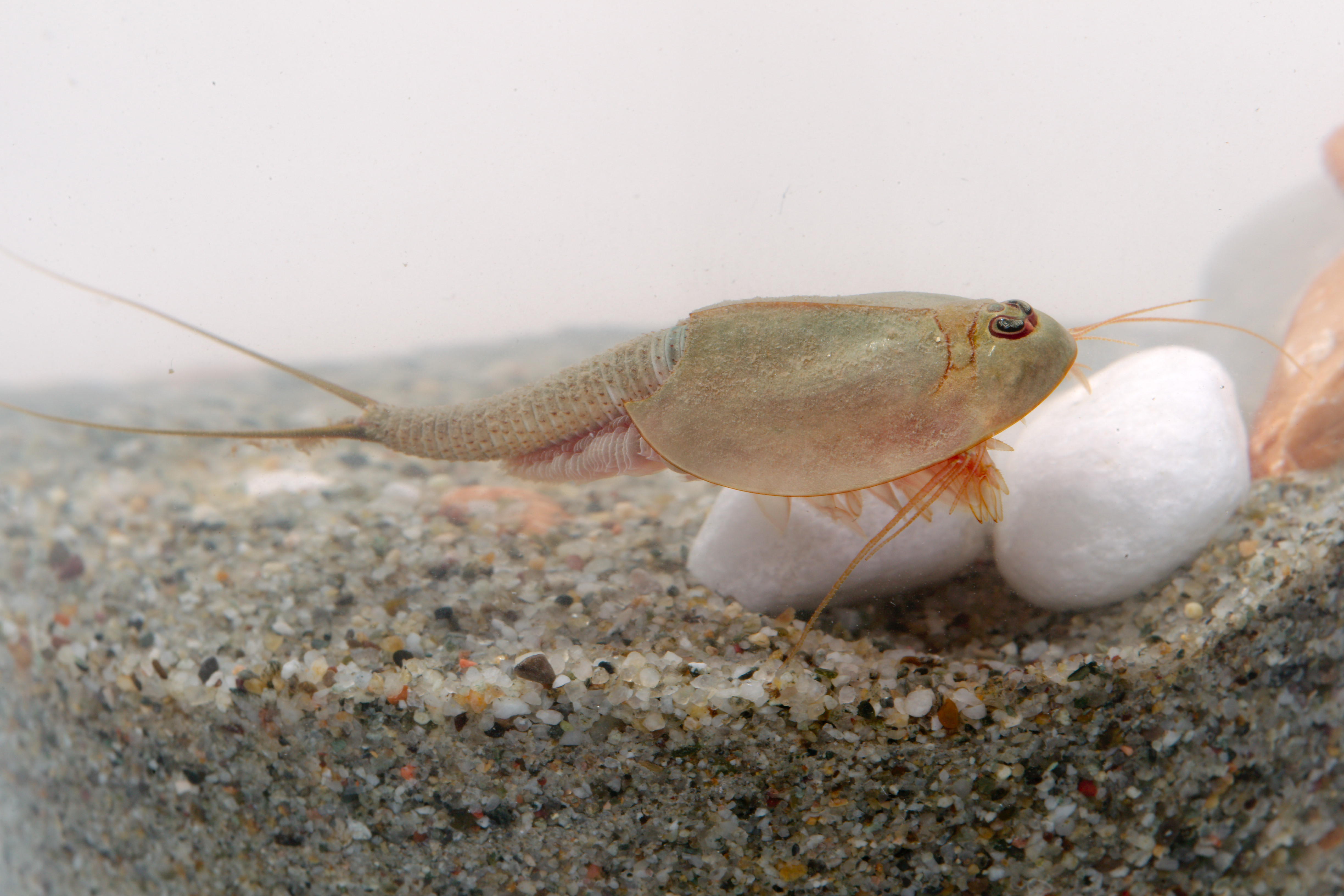
Triops longicaudatus